# Timo Schmid
Timo Schmid ist ein deutscher Wirtschaftswissenschaftler.

## Leben
Er studierte Mathematik an der Universität Tübingen. Von 2010 bis 2012 promovierte er am Lehrstuhl für Wirtschafts- und Sozialstatistik an der Universität Trier. Ab 2012 lehrte er als Juniorprofessor und ab 2017 als Universitätsprofessor für Angewandte Statistik an der Freien Universität Berlin. Während dieser Zeit leitete er auch die statistische Beratungseinheit fu:stat der FU Berlin. Seit 2021 ist er Inhaber der Professur für Statistik und Ökonometrie an der Otto-Friedrich-Universität Bamberg.
Seine Forschungsgebiete sind Survey‐Statistik, insbesondere statistische Modellierung, Indizes und Sozialindikatoren, insbesondere Armutsmessung, Nutzung großer Datenmengen/ Big Data (etwa Mobilfunkdaten) in der Statistik, Small Area Estimation, Simulationstechniken und Monte‐Carlo‐Methoden, räumliche Analyseverfahren und Estimation of Wealth Using HFCS Data.

## Schriften (Auswahl)
- Numerischer Wertebereich. Numerischer Wertebereich und Potenzbeschränktheit von Operatoren. München 2011, ISBN 978-3-86924-005-3.
- mit Ann-Kristin Kreutzmann, Philipp Marek und Nicola Salvati: Estimating regional wealth in Germany. How different are east and west really?. Frankfurt am Main 2019.